# 홍차옥
홍차옥(洪次玉, 1970년 10월 2일 ~ )은 대한민국의 탁구 선수였다.
1988년 서울올림픽에 참가하였으며 1990년 베이징아시안게임 개인복식 금메달과 단체전 은메달 혼합복식 동메달 1991년 일본 지바 세계선수권대회 단체전 금메달, 1992년 스페인 바르셀로나 올림픽 복식 동메달을 획득하였으며
1993년 세계선수권 대회에서 단체전 동메달을 획득하였다.
2013년 경기대에서 체육학 박사학위를 받았고 현재는 서울대학교 비전임교수 및 한양대학교 겸임교수 직을 맡고 있다.

## 수상
- 1990년 체육훈장 백마장수여
- 1989년 체육훈장 기린장수여
- 1991년 체육훈장 거상장수여
- 1992년 대통령표창
- 1990년 한국기자단선정 여자 최우수선수상